# Chama sordida
Chama sordida är en musselart som beskrevs av William John Broderip 1835. Chama sordida ingår i släktet Chama och familjen Chamidae. Inga underarter finns listade i Catalogue of Life.